# Carneddau (cheval)
Pour les articles homonymes, voir Carneddau.
Les poneys de Carneddau sont une population de poneys gallois sauvages, originaires du massif de Snowdonia, et particulièrement des monts Carneddau, qui leur ont donné leur nom. Longtemps considérés comme une sous-population du Welsh A, ils constituent officiellement une race à part depuis 2013.

## Histoire
Cette population de poneys vit en totale isolation depuis plusieurs centaines d'années. Elle est réputée remonter à 500 ans av. J.-C., et n'avoir jamais été domestiquée, d'autres sources faisant remonter son origine à l'époque romaine. La race partage des origines communes avec le Welsh A, tout en restant génétiquement distincte de ce dernier.
Dans les années 2000 et 2010, des tempêtes de neige déciment ce cheptel. L'obligation européenne de poser une puce électronique sur chaque cheval et de leur faire établir un passeport fait peser une nouvelle menace ; les poneys de Carneddau sont finalement exemptés de cette obligation de puçage en 2009, en raison de leur valeur historique et de leur mode de vie sauvage,.

## Description
Le poney de Carneddau était autrefois considéré comme similaire au Welsh A, et inclus au registre de race de ce dernier.
Les analyses génétiques menées montrent que ces poneys sauvages constituent plutôt une race à part. En effet, en 2013, des recherches menées à l'université d'Aberystwyth ont montré que cette population est génétiquement distincte des autres poneys gallois.

## Gestion
Ces poneys jouent un rôle dans l'écosystème, grâce à l'écopâturage. Ils sont la propriété de fermiers locaux, et font l'objet d'une gestion humaine minimale. Ils sont rassemblés une fois par an. Ils sont aussi une source d'inspiration pour des photographes.

## Diffusion
Les poneys de Carneddau vivent essentiellement à plus de 600 mètres d'altitude dans les montagnes de Carneddau, situées au sein du parc national de Snowdonia. L'université d'Aberystwyth a demandé la mise en place de mesures de protection, car ces poneys sont devenus rares.